# La Compagnie des loups
Pour plus de détails, voir Fiche technique et Distribution.
La Compagnie des loups (The Company of Wolves) est un film fantastique et horrifique britannique réalisé par Neil Jordan et sorti en 1984,.
Ce film est adapté de la nouvelle du même nom d'Angela Carter, présente dans le recueil The Bloody Chamber (en) publié en 1979. Le scénario du film s'inspire également de différents contes , : Le Petit Chaperon rouge de Charles Perrault ou des frères Grimm principalement, ainsi que Barbe bleue, La Belle et la Bête et Le Chat botté.

## Synopsis
La jeune Rosaleen (Sarah Patterson) rêve qu'elle vit dans une forêt de conte de fées avec ses parents et sa sœur. Cette dernière est tuée par des loups et, le temps que ses parents fassent leur deuil, Rosaleen va vivre chez sa grand-mère (Angela Lansbury), une vieille femme superstitieuse qui la met en garde contre les hommes dont les sourcils se rejoignent. Peu après, le bétail du village est attaqué par un loup. Les villageois partent le traquer mais, une fois tué, le corps du loup se change en être humain.

## Fiche technique
Sauf indication contraire, les informations mentionnées dans cette section peuvent être confirmées par la base de données cinématographiques IMDb,  présente dans la section « Liens externes ».
- Titre français : La Compagnie des loups
- Titre original : The Company of Wolves
- Réalisation : Neil Jordan
- Direction artistique : Stuart Rose
- Scénario : Neil Jordan, d'après les nouvelles d'Angela Carter[3]
- Décors : Anton Furst
- Costumes : Elizabeth Waller
- Photographie : Bryan Loftus
- Montage : Rodney Holland
- Musique : George Fenton
- Production : Chris Brown, Nik Powell, Stephen Woolley, Stephen Woolley
- Sociétés de production : Incorporated Television Company (ITC), Palace Pictures
- Sociétés de distribution : Carlton International Media, Elephant Films, Incorporated Television Company (ITC), ITV DVD, ITV Studios Home Entertainment, Vestron Video
- Sociétés d'effets spéciaux : ReelEye Company, Snow Business International
- Budget de production : 2 000 000 €
- Pays de production :  Royaume-Uni
- Langue originale : anglais
- Format : Couleurs - 1,66:1 - DTS / Dolby Digital / SDDS - 35 mm
- Genre : fantastique, horreur
- Durée : 95 minutes
- Dates de sortie en salles :
  - France : 23 janvier 1985
  - Royaume-Uni : 21 septembre 1984

## Distribution
- Sarah Patterson : Rosaleen
- Angela Lansbury (VF : Renée Faure) : la grand-mère
- David Warner (VF : Pierre Hatet) : le père
- Tusse Silberg : la mère
- Micha Bergese (VF : Hervé Bellon) : le chasseur
- Graham Crowden (VF : Philippe Dumat) : le vieux prêtre
- Kathryn Pogson : la jeune mariée
- Stephen Rea (VF : Richard Darbois) : le jeune marié
- Georgia Slowe (VF : Françoise Dasque) : Alice
- Shane Johnstone (VF : Luq Hamet) : le garçon amoureux
- Brian Glover (VF : Marc De Georgi) : le père du garçon amoureux
- Susan Porrett : la mère du garçon amoureux
- Dawn Archibald : la sorcière
- Richard Morant (VF : Richard Darbois) : le riche marié
- Danielle Dax : la femme-loup
- Terence Stamp (VF : Marc Cassot) : le Diable (caméo non crédité)
- Jim Carter : le second mari

## Production
Le tournage s'est déroulé en janvier 1984 à Burnham Beeches ainsi qu'aux studios de Shepperton.

## Distinctions
- Entre 1984 et 1985, La Compagnie des loups  a été sélectionné onze fois dans diverses catégories et a remporté cinq récompenses[8].

### Récompenses et nominations
| Année | Cérémonie                                            | Prix                                                     | Lauréat                         |
| ----- | ---------------------------------------------------- | -------------------------------------------------------- | ------------------------------- |
| 1984  | Sitges                                               | Lauréat du Prix du meilleur film                         | Neil Jordan                     |
| 1984  | Sitges                                               | Lauréat du Prix de la critique internationale            | Neil Jordan                     |
| 1984  | Sitges                                               | Nomination du Prix des meilleurs effets spéciaux         | Christopher Tucker              |
| 1985  | BAFTA                                                | Nomination du BAFTA de la meilleure direction artistique | Anton Furst                     |
| 1985  | BAFTA                                                | Nomination du BAFTA des meilleurs costumes               | Elizabeth Waller                |
| 1985  | BAFTA                                                | Nomination du BAFTA du meilleur maquillage               | Jane Royle Christopher Tucker   |
| 1985  | BAFTA                                                | Nomination du BAFTA des meilleurs effets spéciaux        | Christopher Tucker Alan Whibley |
| 1985  | Fantafestival                                        | Lauréat de la Mention spéciale                           | Neil Jordan                     |
| 1985  | Fantasporto                                          | Lauréat du Prix international du film fantastique        | Neil Jordan                     |
| 1985  | Fantasporto                                          | Lauréat du Prix de la critique                           | Neil Jordan                     |
| 1985  | Fantasporto                                          | Lauréat du Prix des meilleurs effets spéciaux            | Christopher Tucker Alan Whibley |
| 1985  | Fantasporto                                          | Nomination du Prix du public                             | Neil Jordan                     |
| 1985  | Festival international du film fantastique d'Avoriaz | Lauréat du Prix spécial du jury                          | Neil Jordan                     |
| 1985  | Festival international du film fantastique d'Avoriaz | Nomination du Grand prix                                 | Neil Jordan                     |
| 1985  | LFCC                                                 | Lauréat du LFCC du réalisateur de l'année                | Neil Jordan                     |